# Beaumont (Californie)
Pour les articles homonymes, voir Beaumont.
Beaumont est une municipalité située dans le comté de Riverside, en Californie, aux États-Unis. Sa population était de 36 877 habitants au recensement de 2010.

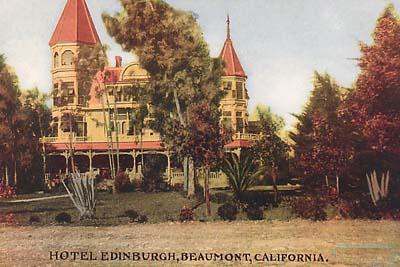
Une carte postale d'un ancien hôtel de luxe de Beaumont assis dans la vie végétale locale typique de la région

## Géographie
Beaumont est située à 33°55′27″ nord, 116°58′25″ ouest.
Selon le bureau du recensement des États-Unis, sa superficie est de 80,1 km².

## Démographie
| 1920 | 1930  | 1940  | 1950  | 1960  | 1970  |
| ---- | ----- | ----- | ----- | ----- | ----- |
| 857  | 1 332 | 2 208 | 3 152 | 4 288 | 5 484 |

| 1980  | 1990  | 2000   | 2010   | - | - |
| ----- | ----- | ------ | ------ | - | - |
| 6 818 | 9 685 | 11 384 | 36 877 | - | - |